# 연암풋살장
연암풋살장(燕岩풋살場, Yeonam Futsal Field)은 대한민국 대구광역시에 있는 스포츠 시설이다. 인조잔디 필드 2면이 갖춰진 경기장이며, 2006년에 준공되었다.

## 참고 문헌
- “연암풋살장”. 대구광역시북구체육회.
- 〈연암풋살장〉. 《대구역사문화대전》. 한국학중앙연구원.
- 《2023 전국 공공체육시설 현황 (2022년 12월말 기준)》. 대한민국 문화체육관광부. 2024.